# Торт князя Пюклера
Торт князя Пюклера (нем. Fürst-Pückler-Torte) — немецкий трёхцветный кремовый торт, названный в честь князя Германа фон Пюклера-Мускау. Считается, что изначальный рецепт торта князь придумал для своей возлюбленной. Трёхцветное неаполитанское мороженое в Германии также называют в честь князя Пюклера.
Светлые и тёмные шоколадные коржи из бисквитного венского теста прослаиваются снизу вверх шоколадным, ванильным и розовым (клубничным или малиновым) мясляными спиртосодержащими кремами. Поверхность классического торта князя Пюклера гладко отделывается кувертюром. Тёмный корж должен содержать не менее 3 % какао-порошка.